# Roya
Pour les articles homonymes, voir Roya (homonymie).
La Roya (prononcer [ʁwaja],, ou [ʁɔja] ; Röia/Ròia en royasque, brigasque ou intémélien ; Roia ou rarement Roja en italien ; son nom ancien en latin était Rotuba) est un fleuve côtier                                                qui prend sa source en France au col de Tende, dans le département des Alpes-Maritimes et rejoint la Méditerranée en Italie à Vintimille.

## Géographie
La Roya coule sur une distance de 59 km, dont les dix-neuf derniers se trouvent en Italie, à proximité de Vintimille. La longueur référencée en France est de 40,1 km. L'axe Vintimille - Limone par cette vallée en fait un fleuve très connu et une liaison routière très importante, doublée d'une ligne ferroviaire spectaculaire qui comporte à Breil-sur-Roya un embranchement vers Nice.
La Roya prend sa source au col de Tende (1 889 m) à 1 871 m d'altitude sur la commune de Tende.
Elle coule globalement du nord vers le sud-sud-ouest,.
La Roya se jette en mer de Ligurie sur la commune italienne de Vintimille.

### Communes traversées
En France, dans le département des Alpes-Maritimes, la Roya traverse les cinq communes de Tende (source), La Brigue, Fontan, Saorge, et Breil-sur-Roya.
En Italie, dans la province d'Imperia, la Roya traverse les communes de Olivetta San Michele près du hameau de Fanghetto, Airole et son hameau Collabassa, et enfin rejoint, par les hameaux Trucco et Bévéra (du même nom qu'un de ses affluents droits) la mer de Ligurie (une partie de la mer Méditerranée) à Vintimille.

### Toponyme
Ce fleuve côtier, la Roya, a donné son hydronyme à l'une des principales villes de son parcours : Breil-sur-Roya.

## Affluents
En France, la Roya a dix-neuf affluents référencés :
- -----   le Vallon de la Consciente, 4,2 km (rd[notes 1]).
- le ruisseau le Réfréi, 12,9 km (rg).
- -----   le riou de Coué, 3,7 km (rd).
- le torrent la Lévensa, 12 km (rg).
- -----   le torrent de Bieugne, 18,4 km (rd).
- le Vallon de Groa, 5,8 km (rg).
- -----   le Vallon de Bergue, 4,7 km (rd).
- -----   le torrent de la Céva, 8,6 km (rd).
- le vallon de Pévé, 5 km (rg).
- -----   le vallon de Caïros, 13,1 km (rd).
- le vallon de la Bendola, 15,9 km (rg).
- -----   le vallon de la maglia, 9 km (rd).
- -----   le vallon de la lavina, 3,8 km (rd).
- le vallon de carleva, 5,3 km (rg).
- -----   le vallon de riou, 3,4 km (rd).
- le ruisseau de mure, 1,6 km (rg).
- le ruisseau aube, 1,3 km (rg).
- le ruisseau de chièsé, 1,5 km (rg).
- le ruisseau audin, 4,2 km (rg).

en Italie, la Roya a notamment un
- Affluent droit : la Bévéra. longueur environ 40 km dont 27 km en France[9].

## Étymologie et gentilé

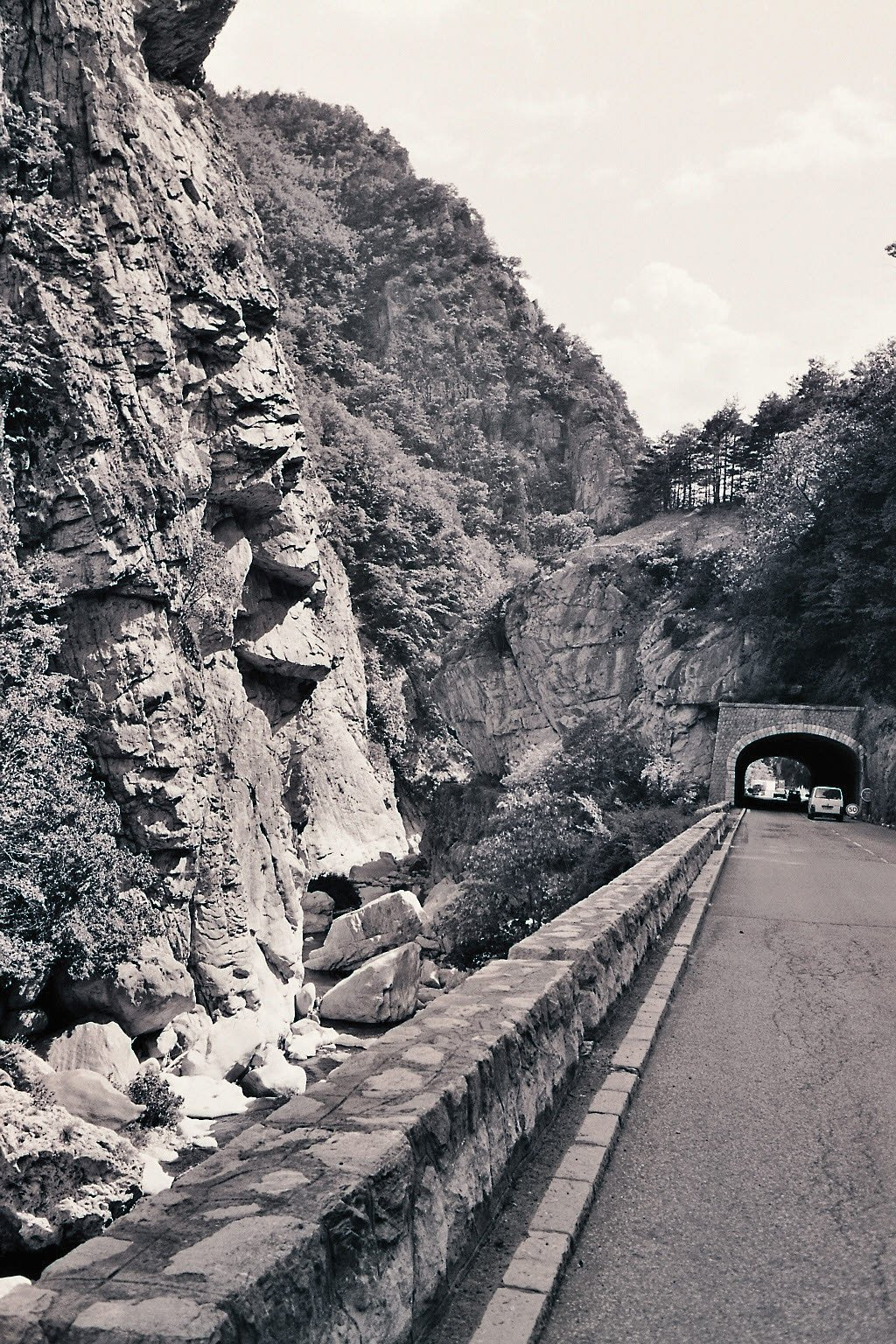
La vallée de la Roya.

« Roya » désigne  non seulement le fleuve côtier mais aussi la vallée. Les habitants de cette vallée et en tout cas ceux de la Haute-Roya sont les Royasques.

## Appartenances politiques
Jusqu'en 1860, le cours de la Roya se trouvait en totalité dans le territoire du royaume de Piémont-Sardaigne. Lors de la cession du comté de Nice à la France, qui affecta à cette dernière les communes de Breil-sur-Roya (Breglio), Fontan (Fontano) et Saorge (Saorgio), la Roya se trouva à passer deux fois la frontière, entrant en France à Saint-Dalmas de Tende (San Dalmazzo di Tenda) et en sortant à Piène-Basse (Piena Bassa). Le traité de paix de 1947 affecta à la France, après un référendum local, la haute vallée de la Roya, avec les communes jusqu'alors italiennes de Tende (Tenda) et La Brigue (Briga Marittima), déplaçant de ce fait plus au nord la frontière franco-italienne qui est désormais sur la ligne de crête séparant la vallée de la Roya du Val Vermegnana en Italie.
Un accord lie aujourd'hui l'Italie et Monaco au sujet de l'approvisionnement de la Principauté en eau potable par la Roya.

## Langue
Dans la haute vallée de la Roya, on parle le royasque, le tendasque et le brigasque, dialectes de transition entre l'occitan et les parlers gallo-italiques (ligure).

## Aménagements
La vallée est parcourue par la départementale D6204 et la route européenne 74, ainsi que par la remarquable ligne de la vallée de la Roya (la Cuneo-Ventimiglia pour les italiens) qui relie Vintimille à Coni (Cuneo) en Italie via la France. La frontière nord est traversée par les deux voies sous le Col de Tende :
- pour le RD 6204 et la SS20 en Italie, par le tunnel routier de Tende, d'une longueur de 3 182 m et construit entre 1874 et 1882 à une altitude comprise entre 1 280 et 1 321 m. Un nouveau tunnel, offrant de meilleures conditions de sécurité est en cours de percement. En raison de malversations dans l'exécution des travaux, le chantier est arrêté depuis mai 2017[11].
- pour la voie ferrée, par le tunnel ferroviaire long de 8,1 km, à une altitude entre 1 029 et 1 100 m, ouvert à la circulation en 1898.

Après les crues exceptionnelles du 2 octobre 2020, survenues lors de la tempête Alex, la vallée doit se reconstruire.

## Ichtyologie

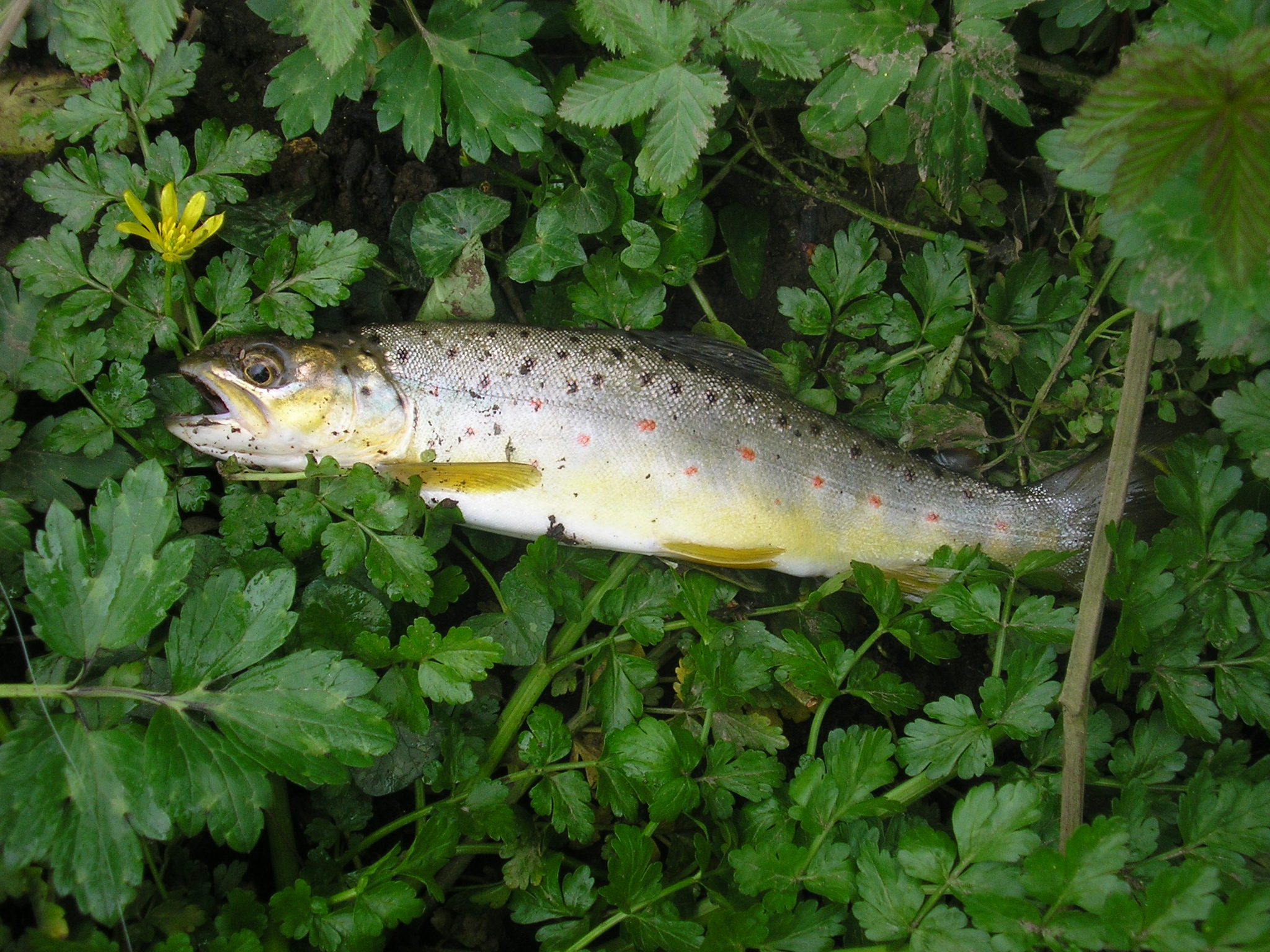
Truite fario

C'est un cours d'eau de première catégorie avec une importante quantité de truites fario sauvages.